# Theoderich von Prag
Theoderich von Prag (lateinisch Magister Theodoricus de Praga; tschechisch Mistr Theodorik; auch Dětřich, Jetřich, Dittrich; erwähnt von 1359 bis 1368) war Hofmaler des Kaisers Karl IV.

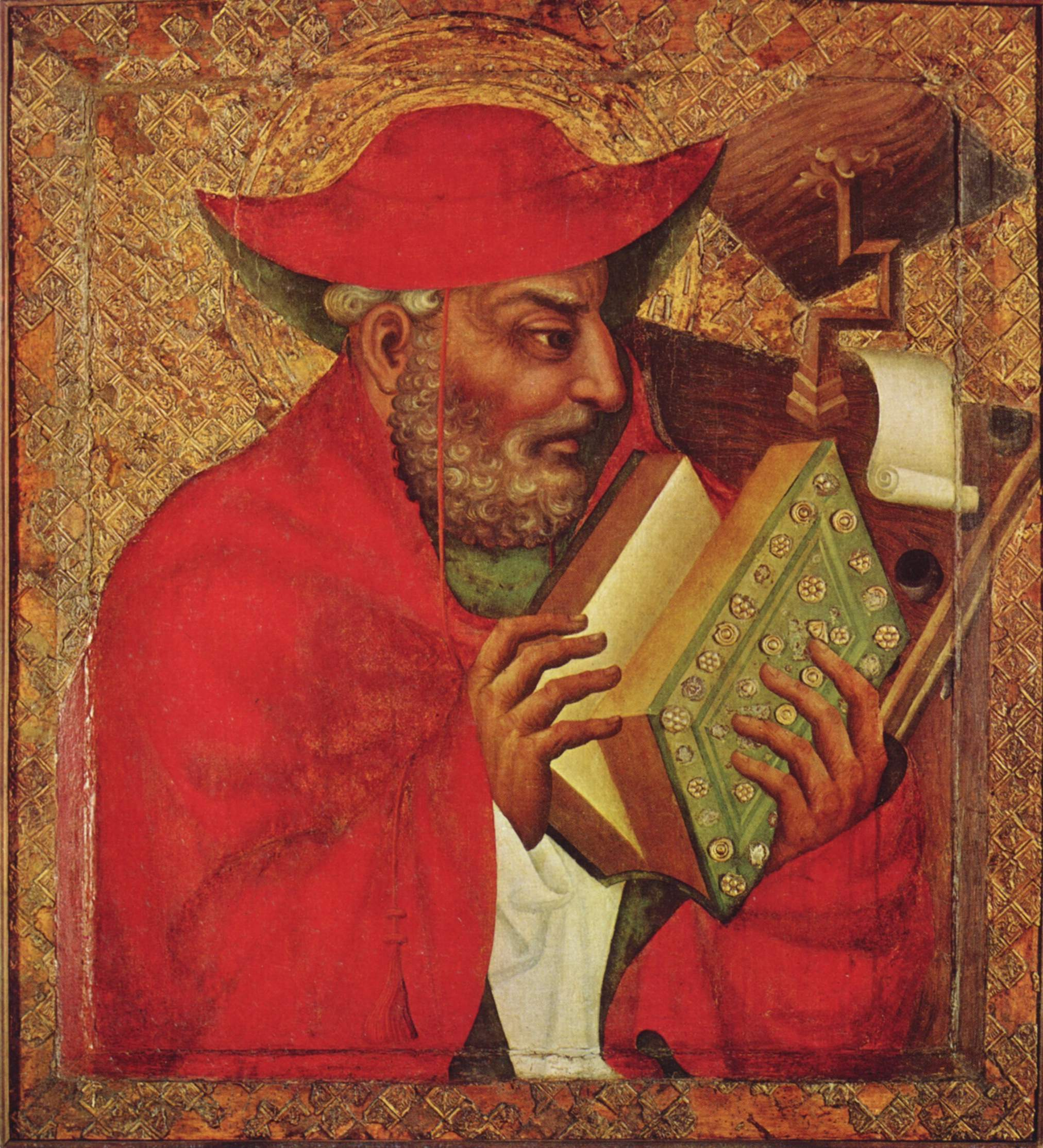
Der hl. Hieronymus (um 1360–1364, Nationalgalerie Prag)

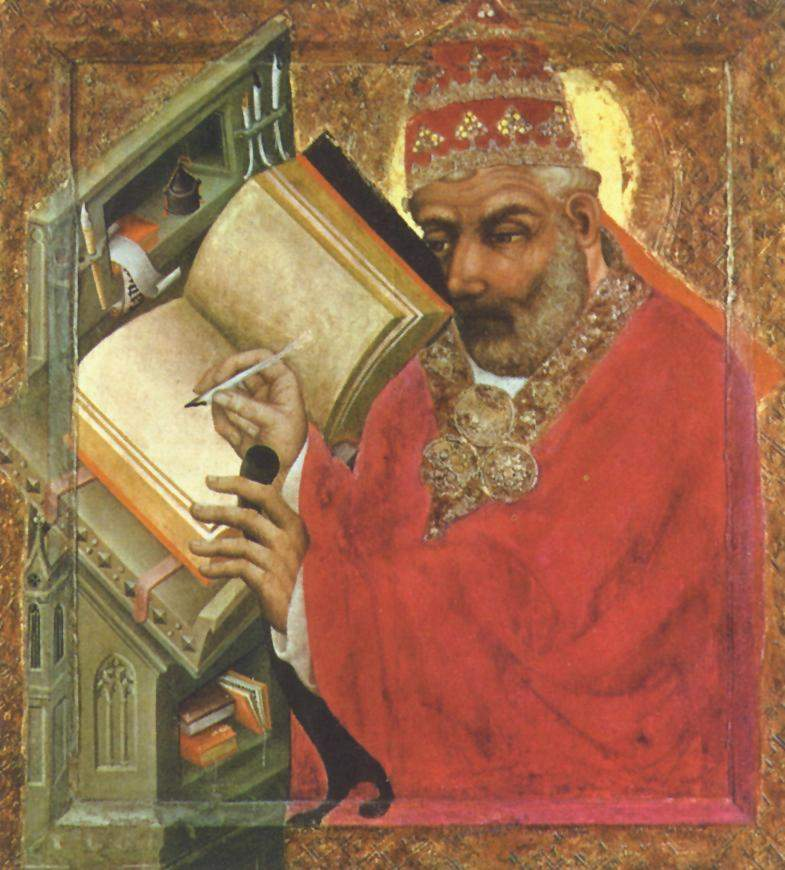
Der hl. Gregor (um 1370, Nationalgalerie Prag)

## Leben
Theoderich wird zum ersten Mal im Buch der Prager Malerbrüderschaft aus dem Jahre 1348 erwähnt. Dort findet sich der Eintrag „Primus magister Theodoricus unum grossum“, also erster Meister dieser Brüderschaft. Eine weitere historische Quelle sind die Hradschiner Stadtbücher. Zum Jahr 1359 wird Theodorich hier bereits „malerius imperatoris“ genannt. Zu dieser Zeit war er also schon Hofmaler in den Diensten des böhmischen Königs und Kaisers Karl IV. Außerdem ist in den Hradschiner Stadtbüchern das Haus des kaiserlichen Malers Theoderich verzeichnet. Demnach war Theoderich in Prag ansässig, wo ihm ein Haus auf dem Hradschin gehörte. Zum 3. Oktober 1359 steht in den Hradschiner Stadtbüchern der Eintrag:
„… Anno domini MoCCCo L IX die tertia mensis octobris … in domo Judicis in Hradczano. Nos Heymanus Judex recognoscimus tenorem presencium quod … discretus vir dominus Theo-doricus dictus Zelo domum suam quam habet et habuit in Hradczano vendidit cum curia et …“
Ob der erwähnte Theodoricus, genannt Zelo, identisch ist mit dem Meister Theoderich ist nicht belegt, aber möglich. Der Zuname Zelo ist böhmischen Ursprungs. Wenn mit Theodoricus, genannt Zelo, und Meister Theoderich dieselbe Person gemeint ist, dann wäre die böhmische Herkunft unbestreitbar. Für diese These gibt es aber keinen objektiven historischen Nachweis. Die Quelle für die Erkenntnis über das Werk Theoderichs ist eine Urkunde Karls IV. vom 28. April 1367. In ihr wird Theoderich als „pictor noster et familiaris“ bezeichnet. Daraus ergibt sich, dass er der kaiserliche Maler und Hofmann war. Ihm wird der Dank ausgesprochen für die künstlerische und feierliche Bemalung der königlichen Heiligkreuzkapelle auf der Burg Karlstein. Der Gründungs- und Weihebrief beweist, dass die erwähnte Kapelle am 9. Februar 1365 vom zweiten Prager Erzbischof, Johann Očko von Wlašim geweiht wurde. Vermutlich war die künstlerische Arbeit Theoderichs in der Kapelle zu diesem Zeitpunkt bereits abgeschlossen.
Viele richtungweisende Meister in der europäischen Malerei des Hochmittelalters nördlich der Alpen bleiben der Kunstgeschichtsschreibung oft anonym. Die erwähnten Quellen und verlässliche Dokumente verraten jedoch viel über Meister Theoderich; es besteht kein Zweifel, dass er für die künstlerische Ausgestaltung der Heiligkreuzkapelle auf der Burg Karlstein verantwortlich war. Sein Werk ist hier in seinem ganzen Umfang und seinem zeitlichen Zusammenhang erfasst, während sich keine Spuren seines Schaffens vorher oder nachher erhalten haben.

## Werke

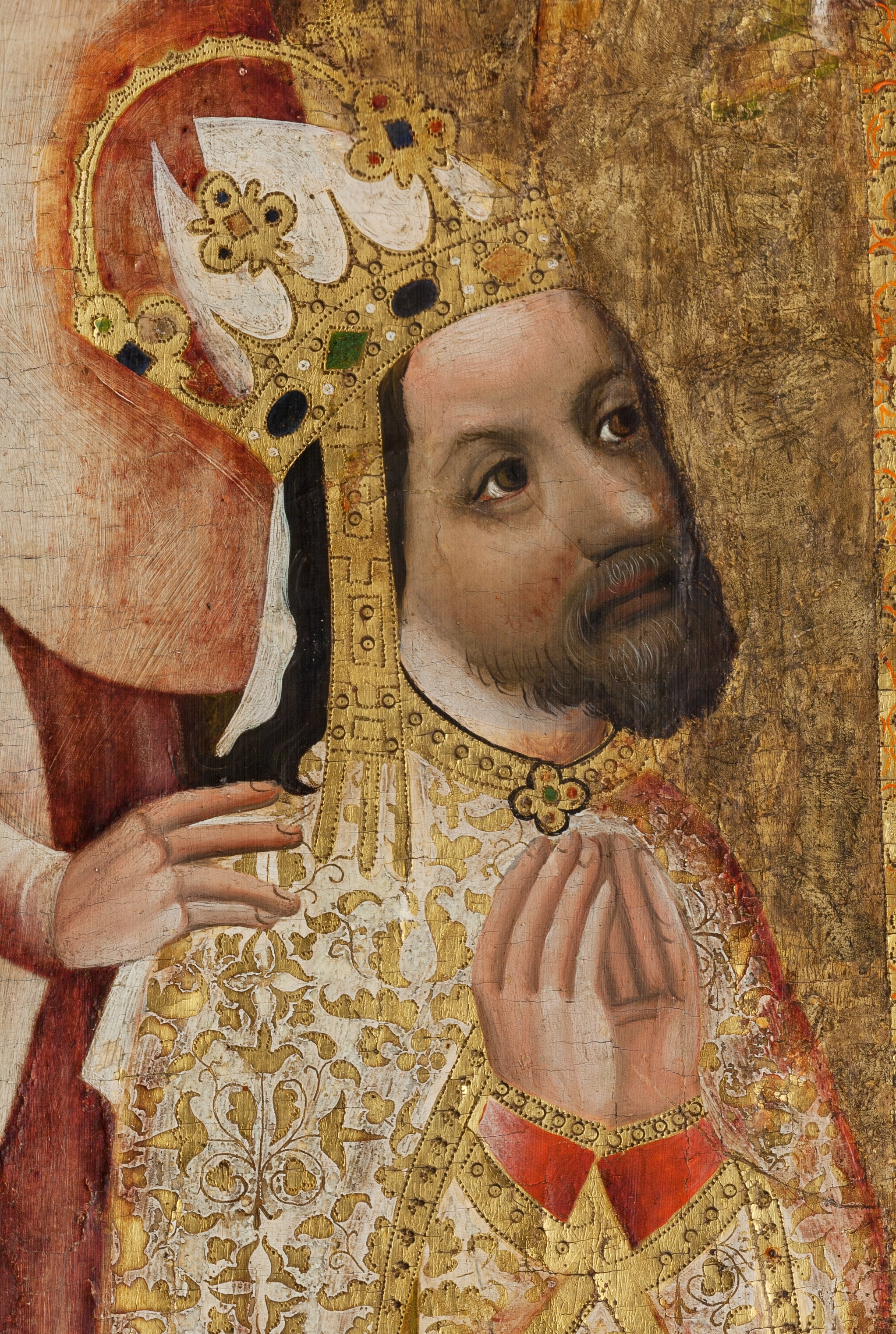
Kaiser Karl IV. kniend dargestellt im Votivbild des Erzbischofs Johann Očko von Wlaschim

Seine ersten Werke malte er vermutlich auf dem königlichen Palast in Prag. Zu seinen herausragenden Werken gehört die Ausstattung der Kapelle des Hl. Kreuzes auf der Burg Karlstein mit insgesamt 129 gotischen Gemälden – ein Ausstattungsprojekt, das Theoderich 1363 von dem Hofmaler Nikolaus Wurmser übernahm. Diese Bilder gehören heute zu den besterhaltenen gotischen Werken weltweit. Seinem Umkreis wird auch das Bild des Prager Erzbischofs Johann Očko von Wlašim zugeschrieben, das sich heute in der Nationalgalerie Prag befindet und auf dem Karl IV. kniend dargestellt wird. Die Perfektion und feine Pinselstriche waren für damalige Zeit einzigartig. Besonders die Gesichter der dargestellten Personen wichen vom gotischen Schema ab und wurden plastisch dargestellt.